# Bamba Susso
Bamba Susso (* 9. Oktober 2002 in Basse Santa Su) ist ein gambischer Fußballspieler.

## Karriere
Susso begann seine Karriere bei Romulea Calcio. Zur Saison 2020/21 wechselte er zu Zweitligist AC Pisa, bei dem er zunächst für die U-19-Mannschaft spielte. Im März 2021 stand er erstmals im Profikader, kam aber noch nicht zum Einsatz. Sein Debüt in der Serie B folgte schließlich im Mai 2021 gegen Brescia Calcio. Bis Saisonende kam er zu zwei Einsätzen.
Zur Saison 2021/22 wurde Susso an den Viertligisten Villa Valle verliehen, für den er während der Leihe zu 27 Einsätzen in der Serie D kam, in denen er dreimal traf. Zur Saison 2022/23 wurde er nach Slowenien an Zweitligist ND Bilje weiterverliehen. Für Bilje erzielte er 14 Tore in 28 Spielen in der 2. SNL. Zur Saison 2023/24 wurde er ein zweites Mal nach Slowenien verliehen, diesmal an Erstligist NK Aluminij. Für Aluminij lief er 32 Mal in der 1. SNL auf, aus der der Klub aber zu Saisonende abstieg. Nach dem Abstieg wurde die Leihe verlängert; Susso kam anschließend zu 22 Zweitligaeinsätzen, in denen er 15 Mal traf, und stieg mit Aluminij direkt wieder ins Oberhaus auf.
Zur Saison 2025/26 verließ der Angreifer Pisa nach drei Leihen endgültig und wechselte zum österreichischen Zweitligist First Vienna FC, bei dem er einen bis 2027 laufenden Vertrag erhielt.